# 梅肯巴赫 (比肯费尔德县)
梅肯巴赫（德語：Meckenbach）是德国莱茵兰-普法尔茨州的市镇，属于比肯费尔德县。该市镇总面积为3.78平方千米，截至2023年12月31日总人口为110人。